# RG-12
El RG-12 es un vehículo público para usos múltiples con protección frente a las minas antipersona, granadas, bombas incendiarias y armas de fuego ligeras, es fabricado por Land Systems OMC (una unidad de negocio de BAE Systems) de Sudáfrica, actualmente hay más de 700 en servicio en más de ocho países.
Originalmente diseñado como un vehículo de policía para el mantenimiento del orden público, tanto para operaciones en zonas urbanas como en rurales, el RG-12 ha acabado siendo utilizado en muchos papeles, como vehículo policial, vehículo de patrulla y transporte blindado de personal. El RG-12, es empleado para el transporte de lingotes, diamantes y como vehículo de seguridad en las minas de oro y platino.

## Historia
La producción se inició en 1990
RG-12 Mk1 - versión original con un motor diésel de ADE 366T
RG-12 CAT - variante equipada con un motor Caterpillar
RG-12 Command Vehicle - variante desarrollada específicamente para su uso en Oriente Medio.
RG-12 Mk2 - versión mejorada con una unidad de potencia auxiliar, sistema de climatización, sistema de hinchado de los neumáticos para favorecer la movilidad al permitir modificar el grado de presión en los neumáticos de acuerdo a las necesidades del terreno, un sistema de frenado y diversas modificaciones ergonómicas para garantizar la comodidad de la tripulación.

## Operadores
Canadá
- Policía Montada del Canadá
- Servicio de policía de Calgary
- Servicio de policía de Londres

 Italia
- 150 para los Carabinieri
- 50 para la policía

 República del Congo
- Policía

 Costa de Marfil
- Policía

 Colombia
- Policía

 Kuwait
 Malaui
- Policía

 Mozambique
- Policía

 Suazilandia
- Policía

 Sudáfrica
- Policía

 Arabia Saudita
- Policía

 Emiratos Árabes Unidos
- Policía de Dubái (Mk2)

 Estados Unidos
- Policía estatal de Connecticut
- Autoridades portuarias de Nueva York y Nueva Jersey